# Бригада 93
Бригада № 93 — одна из многих бригад-ополчений, сформированных в ходе гражданской войны в Ливии. Бригада сформирована в Бени-Валиде в январе 2012 года из сторонников Каддафи среди племени Варфалла, контролировавших данный город и защищавших его от мисуратских отрядов.
Бригада участвовала в боях в Бени-Валиде.
Бригада обладает значительным арсеналом тяжёлого оружия, в частности 106-мм противотанковыми орудиями, несколькими танками и установками «Град».